# ワールドダイスター
『ワールドダイスター』（英語: World Dai Star）は、日本のメディアミックスプロジェクト。
バンダイナムコフィルムワークスの新規IPによる「“演劇”ガールズ」プロジェクト。2022年11月にプロジェクトが発表され、アニメとゲームアプリを主軸として展開される。
2023年4月から6月までテレビアニメが放送された。2023年7月よりゲームアプリ『ワールドダイスター 夢のステラリウム』の配信を開始。
2023年1月29日に「配信特番 第一幕」が配信され、同年2月26日に「第1話・第2話先行上映会」が開催された。

## 根幹設定
世界規模での演劇ブームが起き、「超演劇時代」と呼称されるほどにまで演劇界が過熱した世界が舞台となる。
この競争下の中開花した「センス」と呼ばれる、役者が自身・相方となる役者・観客などに発揮できる固有能力を持つ自己表現に富んだ者が現れるようになり、その中でも際立った役者には「ダイスター」の称号が与えられる。
「ダイスターの祭典」と呼ばれる世界規模の祭典で選ばれたものは、「ワールドダイスター」の称号が与えられる。

## 登場人物と劇団

### シリウス
鳳 ここな（おおとり ここな）
声 - 石見舞菜香
主人公で16歳。都立歌川高校2年生。1月20日生まれ。明るく人懐っこい性格。役者としては未熟で周囲から基礎を叩き込まれる。
センス名は「一人二役（ダブルロール）」。ここなが作り上げた静香という人格との自己対話・自己分析が可能となる。進化後のセンス名は「私達のシリウス（ドリームオンステージ）」。シリウスに所属する、全共演者の能力を上げることができ、静香を相手役にした一人二役で役を見極め、二人一役で理想の演技を体現する。
静香（しずか）
声 - 長谷川育美
ここなのセンスであり、ここなの親友。ここなに対する友情は厚く、役者としても才能を信じていることもあり、厳しい。
カトリナ・グリーベル (Kathrina Griebel)
声 - 天城サリー
16歳。都立歌川高校2年生。8月4日生まれ。ドイツ人。母親は現役ワールドダイスターのテレーゼ。日本語で話せるが時折母国語も使う。料理はあまり得意ではない。
センス名は「零の幕間（コンツェントラツィオーン）」。超集中力により時間をスローにできる。爆発的な演技力が得られるだけでなく、役を演じる上で必要なものをわずかな期間でインプットするという使い方もできる。
新妻 八恵（にいづま やえ）
声 - 長縄まりあ
11歳。小学5年生。4月9日生まれ。十分以上の人気と演技力を持つがそれだけに周囲の人物が霞むというネックがあり、これが劇を壊してしまうことになると言われている。
センス名は「白亜の魂」。紡ぐ言葉を深く観客に響かせる。進化後のセンス名は「エモーショナル・キー」。やがてその鮮明な感情は歌にまで乗り、観客に広く強く響かせることができる。八恵の演じる役と観客の感情を歌によって繋げ、観客を舞台へと引き込む。
柳場 ぱんだ（やなぎば ぱんだ）
声 - 大空直美
13歳。中学2年生。9月13日生まれ。小学生の頃に才能の無い自分と天才型の知冴を比べて突き放した過去があるが、シリウスとの出会いで和解した。
センス名は「覚（インカム）」。舞台にいると観客の心の声を聞くことができる。観客が何を求めているのかを読み取り、立ち位置や動作など臨機応変に対応して舞台をコントロールする。
流石 知冴（さすが ちさ）
声 - 佐々木李子
13歳。中学2年生。3月20日生まれ。ぱんだが劇を始めたことがきっかけでシリウスに入団する。
センス名は「幸運の大入袋（こううんのおおいりぶくろ）」。圧倒的豪運の恩恵を得ることができる。ただし天に愛されている流石にのみ集中的に適用される。舞台上で起こったどんなミスも演技に変えることが可能で、その動き、仕草が上質な表現として観客に伝わる。
柊 望有（ひいらぎ のあ）
声 - 森なな子
23歳。2月28日生まれ。シリウスの副主宰にして、かつてのダイスター。恩師であるシリウスの設立者、山吹シャモに憧れて演技の道を志した。現役を退いた今は次代の演者の指導やシリウスの経営などの裏方に回る。
センス名は「君の見せ場（ハイライト）」。共演者のセンスをある程度理解出来るというサポート向けのセンス。
山吹 シャモ（やまぶき しゃも）
声 - 朴璐美
元ワールドダイスター。シリウスの創設メンバーにしてシリウスの主宰。
工藤 花（くどう はな）
声 - 桑原由気
28歳。シリウスの演出家。
ジュゴン
声 - 木野日菜
しりうす湯で飼われているカワウソ。ジュゴンに懐かれるとダイスターになることができるというジンクスがある。
寺原 海洋（てらはら みひろ）
声 - 青山吉能
シリウスに所属する役者。
紙屋敷 育子（かみやしき いくこ）
声 - 林鼓子
シリウスに所属する役者。

### 銀河座
千寿 暦（せんじゅ こよみ）
声 - 鳥部万里子
17歳。東上野高校3年生。10月3日生まれ。いろはの姉。舞台の名門である、千寿家のお嬢様。演劇一家であったため劇を始めた。
センス名は「写し鏡の美影（うつしかがみのびえい）」。あらゆる人間のセンスをコピーして使用することができる。ライバル劇団にもファンが多く、変装してはいそいそと見に行って応援することがあり、その他人への限りないリスペクトが恐るべきセンスを生み出した。ただしコピー元より効力は弱まる模様。

ラモーナ・ウォルフ (Ramona Wolf)
声 - 田中美海
17歳。東上野高校3年生。5月23日生まれ。ドイツ人。両親の影響で日本文化に興味を持つ。ドイツにいた頃はカトリナと同じ劇団に所属していた。
センス名は「堅牢なる心（ゾリド・ガイスト）」。舞台上の弱っているものを見ることが可能となる。お節介を焼くことに余念がなく、困っている者がいれば手を差し伸べる。その善意から生まれたセンス。
王 雪 (Wang Xue / ワン シュエ)
声 - 花井美春
15歳。東上野高校1年生。6月19日生まれ。中国人。「稼げるから」という理由で国際試験を突破し、銀河座に入団した。複数のアルバイトを掛け持ちしており、家族への仕送りのために倹約生活を送っている。
センス名は「先手必勝（シェンショウビィショング）」。舞台の前半にポテンシャル以上の力を出せる。何をやるにも行動が早く、センスにもどこか先手必勝の心意気がにじみ出ている。
リリヤ・クルトベイ (Lilja Kurtbay)
声 - 安齋由香里
17歳。東上野高校3年生。2月3日生まれ。フィンランド人。フィンランドで噂になっていた美女で、その美貌から銀河座にスカウトされ入団した。
センス名は「蠱惑の視線（ルモット・カッツェ）」。リリヤの目で視られた者は精神が昂ぶる。リリヤに見つめられると精神が高揚し、情熱的で官能的な演技の切れ味が増す。対象の沈んだ気分を打ち消すといった使い方もできる。
与那国 緋花里 (よなぐに ひかり)
声 - 下地紫野
15歳。東上野高校1年生。8月20日生まれ。沖縄県出身の少女。身体能力の高さを買われ、銀河座にスカウトされ入団した。劇団の人間関係の冷え込みや激しい練習のため、明るさを発揮できないでいる。本来は元気いっぱいで踊りが好きな笑顔が似合う少女。
センス名は「躍動する太陽（ダイナミック・サン）」。舞台にいると運動能力が向上する。抜群の運動能力を持つフィジカルエリートらしいセンス。

### 劇団電姫（でんき）
千寿 いろは（せんじゅ いろは）
声 - 岡咲美保
16歳。東上野高校2年生。11月30日生まれ。暦の妹。アニメと漫画が大好きなオタクで、コスプレ趣味をきっかけに劇団電姫に入団した。普段はおっとりとしているが、火が付くと突っ走るタイプ。
センスは無い。
白丸 美兎（しろまる みと）
声 - 近藤玲奈
16歳。東上野高校2年生。5月5日生まれ。秋葉原生まれ秋葉原育ちで、実家は居酒屋。かなり暗い過去故に内気な性格であったが、高校でいろはと友だちになったことからコスプレを始め、彼女を追って劇団電姫に入団した。役を憑依させることにかけては天才的。
センス名は「才色兼備の目覚め（アウェイキングアビリティ）」。役に入ると、その役が持っている才能も使えるようになる。ただしその作品、役の特徴を深く理解しておく必要がある。
阿岐留 カミラ（あきる カミラ）
声 - 若井友希
16歳。東上野高校2年生。12月12日生まれ。実家近くに寺が多くあった影響から、難しい仏教用語をさらっと会話に混ぜることがしばしばある、下町出身のギャル。動画配信をしている。
センス名は「風月の創造（ふうげつのそうぞう）」。配信でも生と同じ存在感を与える。配信者としてファンを楽しませ続けてきた経験に由来し、配信中は無意識に高い集中力を発揮する。
猫足 蕾（ねこあし つぼみ）
声 - 芹澤優
17歳。東上野高校3年生。12月25日生まれ。青森県の霊場近くに生まれたことから幼少より占いを趣味にしており、何かと吉兆を占うことが多い。独特の中二病用語である、「蕾語」を使うのが特徴。
センス名は「垣間見る公演の運命（ステージプロフェシー）」。舞台上で占うと、その舞台で行われる演劇の吉兆がわかる。怪我人が示唆されたら注意するなど出てきた結果によっては未来を回避することも可能。
本巣 叶羽（もとす とわ）
声 - 赤尾ひかる
11歳。小学6年生。7月17日生まれ。幼い頃からテレビでも活躍していた天才子役。性格は尊大そのもので、努力が苦手。楽をするために雰囲気がゆるい劇団電姫に入団した。八恵と同じ小学校に通っている。
センス名は「アタシの本気（アタシのほんき）」。同年代と演じたときに存在感が激しく上がる。幼少から天才子役として両親や周囲の大人からもてはやされてきており、その経験によって磨かれたセンス。

### Eden
連尺野 初魅（れんじゃくの はつみ）
声 - 葵井歌菜
20歳。5月30日生まれ。役者と脚本家を兼ねる。かつて銀河座に所属していたが、演出家の求める演技と初魅が理想とする演技に行き違いが生じ、銀河座を辞めるという経歴を持つ。センス頼りの芝居を認めない厳しい指導者だが、面倒見はよく気に入った女の子へのスキンシップが激しいという側面もある。
センス名は「抑制空間（ネゲートフィールド）」。自分が演じる舞台の中で、共演者のセンスを任意に使用不可能にできる。センスに頼った小綺麗な演技をしている演者に対し、己のセンスでセンスを剥奪し、生身で、魂で演技をするよう強制する。
烏森 大黒（からすもり だいこく）
声 - Lynn
13歳。中学2年生。9月13日生まれ。過去にいじめを受けていたが、そこで生まれた"陰の心"を芸のこやしにして、情感あふれる演技へと昇華させた。代表の初魅に心酔しており、「我が主」と呼んでいる。
センス名は「怨みの収穫（うらみのしゅうかく）」。怨みを持った人間の名前を体に書き、その人間が己の舞台を見ると能力が上がる。自身が受けた悪意、迫害を力に変えてきたことで生まれた黒い感情由来のセンス。
舎人 仁花子（とねり にかこ）
声 - 斉藤朱夏
15歳。都立歌川高校1年生。6月1日生まれ。青ヶ島出身。青ヶ島で初魅にスカウトされEdenに入団した。
センス名は「無垢な足跡（むくなそくせき）」。仁花子が参加した舞台を見た人間は、その舞台の評価で嘘をつけなくなる。純粋であるがゆえに人を疑うことを知らない、ナイーブな感性に由来したセンス。相手を騙すのではなく、本心をむき出しにする。
萬 容（よろず いるる）
声 - 山村響
17歳。都立歌川高校3年生。2月26日生まれ。Edenの古参メンバーで、初魅との付き合いも長い。野球や競馬の観戦を趣味とするなど、下町育ちならではのおじさんっぽいとされる一面を持つ。演技に関してはどんな役でもそつなくこなす反面、才能の限界を感じている。
センス名は「無事これ名馬（アベレージヒッター）」。あらゆる役を合格点で演じることが可能。しかし、満点を超えることができなくなる。本人は満点演技ができないことを気にしているが、初魅からは舞台を組み立てるためには必ず必要とされるセンスだと評価されている。
筆島 しぐれ（ふでしま しぐれ）
声 - 吉岡麻耶
10歳。小学5年生。11月6日生まれ。高いレベルを求めてEdenに入団した。非常に頭が良くて気が強く、演劇の才能もあるせいか、つい他人のことを見下しがちである。初魅以外の団員を下に見る傾向があり、大黒をライバル視している。八恵や叶羽と同じ小学校に通っている。
センス名は「禁断の果実（きんだんのかじつ）」。自分を慕う者へ見せる演技が、より深く見えることを可能とする。一度ファンになってしまえば、強固なファンへと変貌していく。最初に気に入ってもらわなければならないという制約を乗り越えられる、しぐれだからこそ成り立つセンス。

## テレビアニメ
2023年4月から6月までTOKYO MXほかにて放送された。
当プロジェクトでの劇団の一つである「シリウス」の前日譚的な焦点を当てた内容となっている。

### スタッフ
- 原作 - Sirius[1]
- ストーリー原案 - タカヒロ[1]
- キャラクター原案 - Mika Pikazo[1]
- 監督 - 木野目優[1]
- シリーズ構成 - 中西やすひろ[1]
- キャラクターデザイン - まじろ[1]
- サブキャラクターデザイン - よぴ[16]
- 戯曲脚本・演劇監修 - 江嵜大兄[16]
- アクション作画監修 - 網サキ涼子[16]
- プロップデザイン - 吉田みずき
- デザインワークス - 原昌宏
- 美術設定 - 伊良波理沙[16]
- 美術監督 - 田辺浩子[16]
- 色彩設計 - 多田早希[16]
- 撮影監督 - 中川せな[16]
- 編集 - 岡崎由美佳[16]
- 音響監督 - 飯田里樹
- 音響効果 - 高良康平
- 音楽 - 高橋諒、黒田賢一、矢野達也[16]
- 音楽制作 - ランティス[16]
- 音楽プロデューサー - 臼倉竜太郎
- プロデュース - EGG FIRM[16]
- チーフプロデューサー - 近藤文吾、成田明浩、木村学、押谷博文、松浦裕基、畠山拓郎
- プロデューサー - 山本貴、吉澤太郎、吉江輝成、森務、宮原恵
- アニメーションプロデューサー - 秋田信人
- アニメーション制作 - Lerche[1]
- 製作 - Project World Dai Star（バンダイナムコフィルムワークス、グリーエンターテインメント、バンダイナムコミュージックライブ、ホークアイ、大都技研、グッドスマイルカンパニー、スタジオ雲雀、EGG FIRM）

### 主題歌
「ワナビスタ！」
鳳ここな（石見舞菜香）、静香（長谷川育美）、カトリナ・グリーベル（天城サリー）、新妻八恵（長縄まりあ）、柳場ぱんだ（大空直美）、流石知冴（佐々木李子）によるオープニングテーマ（第2～11話）。第1話、第12話ではエンディングとして使用。作詞は松井洋平、作曲は光増ハジメ、編曲はEFFY。
「トゥ・オブ・アス」
鳳ここな（石見舞菜香）、静香（長谷川育美）によるエンディングテーマ（第2～7,9～11話）。作詞は松井洋平、作曲は由良崇将、編曲はEFFY。
「名もなき恋人よ」
柳場ぱんだ（大空直美）、流石知冴（佐々木李子）による第8話エンディングテーマ。作詞は松井洋平、作曲・編曲は塩原大貴。

### 挿入歌
「夢見月夜」
新妻八恵（長縄まりあ）、カトリナ・グリーベル（天城サリー）、鳳ここな（石見舞菜香）による劇中歌。作詞・編曲は志村真白、作曲はLiCu。
「勿忘唄」
静香（長谷川育美）、鳳ここな（石見舞菜香）による劇中歌。作詞・作曲・編曲は志村真白。
「New Nostalgic Friend」
鳳ここな（石見舞菜香）、新妻八恵（長縄まりあ）による劇中歌。作詞は大木貢祐、作曲は叶人・矢野達也、編曲は矢野達也。
「ダイヤモンドの誓い」
鳳ここな（石見舞菜香）による劇中歌。作詞は大木貢祐、作曲・編曲は森田友梨。
「魔法のラストノート」
新妻八恵（長縄まりあ）による劇中歌。作詞は大木貢祐、作曲・編曲は藤井健太郎（HANO）。
「Masquerade」
鳳ここな（石見舞菜香）、新妻八恵（長縄まりあ）による劇中歌。作詞は唐沢美帆、作曲・編曲は山田竜平。
「Etoile」
新妻八恵（長縄まりあ）による劇中歌。作詞は唐沢美帆、作曲・編曲はRyu。
「Farewell song」
新妻八恵（長縄まりあ）による劇中歌。作詞は唐沢美帆、作曲・編曲はSHIBU。

### 各話リスト
| 話数     | サブタイトル         | 脚本         | 絵コンテ           | 演出               | 作画監督                                                                                             | 総作画監督                        | 初放送日      |
| -------- | -------------------- | ------------ | ------------------ | ------------------ | --- | --------------------------------- | ------------- |
| 第一場   | 夢見る少女           | 中西やすひろ | 木野目優           | 木野目優           | 安形佳己 樋口博美 山形孝二 二宮奈那子 村松尚雄                                                       | まじろ よぴ 勝又聖人              | 2023年 4月9日 |
| 第二場   | 誰かのまねごと       | 中西やすひろ | 薦田かなえ         | 薦田かなえ         | 安形佳己 樋口博美 山形孝二 二宮奈那子 村松尚雄                                                       | 山形孝二 まじろ                   | 4月16日       |
| 第三場   | 初めての舞台         | 江嵜大兄     | 江副仁美 木野目優  | 野亦則行           | 安形佳己 樋口博美 木村拓馬 二宮奈那子 村松尚雄                                                       | まじろ よぴ PSD Delivery          | 4月23日       |
| 第四場   | いまはむかし         | 中西やすひろ | きむらしんいちろう | きむらしんいちろう | 青沼ひかり 宇井川真明 伊藤陽祐 栗原学                                                                | 山形孝二                          | 4月30日       |
| 第五場   | 願いごと             | 中西やすひろ | 伊東優一           | 伊東優一           | 安形佳己 樋口博美 木村拓馬 上田彩朔 前田義宏 王宣静                                                  | まじろ よぴ PSD Delivery          | 5月7日        |
| 第六場   | 誰も私を見ていない   | 江嵜大兄     | なかの★陽          | 薦田かなえ         | 安形佳己 樋口博美 木村拓馬 二宮奈那子 村松尚雄                                                       | 山形孝二                          | 5月14日       |
| 第七場   | 自分を信じて         | 中西やすひろ | 福井洋平           | 福井洋平           | 安形佳己 樋口博美 木村拓馬 上田彩朔 二宮奈那子 前田義宏                                              | まじろ よぴ PSD Delivery          | 5月21日       |
| 第八場   | ロミオとジュリエット | 江嵜大兄     | 大橋明代 木野目優  | 野亦則行           | 安形佳己 樋口博美 木村拓馬 上田彩朔 二宮奈那子 村松尚雄 山形孝二                                     | 山形孝二 まじろ                   | 5月28日       |
| 第九場   | ワールドダイスター   | 中西やすひろ | きむらしんいちろう | きむらしんいちろう | 二宮奈那子 樋口博美 木村拓馬 村松尚雄                                                                | まじろ よぴ PSD Delivery          | 6月4日        |
| 第十場   | それぞれの幻影       | 江嵜大兄     | 伊東優一           | 伊東優一           | 安形佳己 王宣静 木村拓馬 古村祐香里 前田義宏 上田彩朔 山本彩加                                       | 山形孝二                          | 6月11日       |
| 第十一場 | 私たちの約束         | 中西やすひろ | 福井洋平           | 福井洋平           | 上田彩朔 二宮奈那子 安形佳己 木村拓馬 村松尚雄 樋口博美 王宣靜                                       | まじろ よぴ PSD Delivery          | 6月18日       |
| 第十二場 | きっとふたりで       | 中西やすひろ | 薦田かなえ         | 薦田かなえ         | 上田彩朔 二宮奈那子 伊藤哲也 安形佳己 市川美帆 木村拓馬 村松尚雄 樋口博美 王宣靜 網サキ涼子 山形孝二 | 山形孝二 まじろ よぴ PSD Delivery | 6月25日       |

### 放送局
| 放送期間                | 放送時間                     | 放送局       | 対象地域   | 備考                                      |
| ----------------------- | ---------------------------- | ------------ | ---------- | ----------------------------------------- |
| 2023年4月9日 - 6月25日  | 日曜 23:00 - 23:30           | TOKYO MX     | 東京都     |                                           |
|                         | 日曜 23:30 - 月曜 0:00       | BS11         | 日本全域   | BS放送 / 『ANIME+』枠                     |
| 2023年4月10日 - 6月26日 | 月曜 1:35 - 2:05（日曜深夜） | テレビ愛知   | 愛知県     |                                           |
|                         | 月曜 1:45 - 2:15（日曜深夜） | 北海道テレビ | 北海道     |                                           |
|                         | 月曜 22:30 - 23:00           | AT-X         | 日本全域   | CS放送 / 字幕放送 / リピート放送あり      |
| 2023年4月11日 - 6月27日 | 火曜 1:20 - 1:50（月曜深夜） | 秋田朝日放送 | 秋田県     |                                           |
| 2023年4月12日 - 6月28日 | 水曜 3:30 - 4:00（火曜深夜） | 毎日放送     | 近畿広域圏 | 『アニメ特区』第3部                       |
| 2023年4月14日 - 6月30日 | 金曜 1:40 - 2:10（木曜深夜） | 山形テレビ   | 山形県     |                                           |
|                         | 金曜 2:15 - 2:45（木曜深夜） | 新潟テレビ21 | 新潟県     |                                           |
| 2023年4月16日 - 7月2日  | 日曜 2:30 - 3:00（土曜深夜） | 北陸朝日放送 | 石川県     |                                           |
| 2023年4月18日 - 6月27日 | 火曜 1:19 - 1:49（月曜深夜） | 静岡放送     | 静岡県     | 『スーパーアニメ6区』枠 初回は2話連続放送 |

| 配信開始日    | 配信時間        | 配信サイト | 備考           |
| ------------- | --------------- | --- | -------------- |
| 2023年4月9日  | 日曜 23:30 更新 | DMM TV | 見放題先行配信 |
|               |                 | Amazon Prime Video J:COMオンデマンド TELASA ニコニコチャンネル HAPPY!動画 バンダイチャンネル milplus                                                                                | 都度課金配信   |
| 2023年4月12日 | 水曜 23:30 更新 | Amazon Prime Video アニメ放題 ABEMAプレミアム auスマートパスプレミアム J:COMオンデマンド メガパック TELASA dアニメストア バンダイチャンネル Hulu milplus見放題パックプライム U-NEXT | 見放題配信     |

### BD
| 巻 | 発売日         | 収録話          | 規格品番  |
| -- | -------------- | --------------- | --------- |
| 1  | 2023年7月28日  | 第1話 - 第3話   | BCXA-1845 |
| 2  | 2023年8月30日  | 第4話 - 第6話   | BCXA-1846 |
| 3  | 2023年9月27日  | 第7話 - 第9話   | BCXA-1847 |
| 4  | 2023年10月27日 | 第10話 - 第12話 | BCXA-1848 |

## コミカライズ
『ワールドダイスター アンコール！』のタイトルで、2023年4月2日より2024年11月24日まで『アライブ+』 (KADOKAWA) にて連載。漫画はななふじが担当。
- ななふじ（漫画）・Sirius（原作）・Mika Pikazo（キャラクター原案）・タカヒロ（ストーリー原案）『ワールドダイスター アンコール！』KADOKAWA〈MFコミックス〉、全2巻
  1. 2023年5月26日発売[23][24]、ISBN 978-4-04-811219-2
  2. 2024年12月27日発売[25]、ISBN 978-4-04-811288-8

## ゲームアプリ
『ワールドダイスター 夢のステラリウム』のタイトルで2023年7月26日よりサービス開始。開発・配信はKMS。略称は「ユメステ」。
ゲーム的な基本システムはバックグラウンド演出ありの音楽ゲーム主体となっているが、ミスしてもゲーム自体は最後まで続行できるような配慮がなされている。

## Webラジオ
Webラジオ『ワールドダイスターRADIO☆わらじ』が、2022年12月29日から2024年12月26日まで文化放送「超！A&G+」にて配信。メインパーソナリティーは石見舞菜香と長谷川育美。

## 朗読劇
『わらじ presents ワールドダイスター朗読劇☆ワ朗』のタイトルで2024年8月25日に東京証券会館にて全2公演行われた。出演者は石見舞菜香と長谷川育美。脚本・演出は江嵜大兄。主催はBS11、協力はProject World Dai Star・文化放送。